# Pan menonita
El pan menonita es una variedad de pan con origen en el estado de Chihuahua, México, y concretamente en los inmigrantes menonitas que arribaron al estado entre los años. La masa se elabora con harina de trigo, crema, azúcar, huevo, polvo para hornear, bicarbonato de sodio y sal, y justo antes de meterse en el horno se barniza con huevo.

## Origen
A partir de 1882 llegaron a Chihuahua las primeras colonias menonitas desde Alemania y Canadá. Se les concedió a este campesinado europeo, que eran excelentes granjeros, tierras arables con la condición de que las cultivasen. Llegaron alrededor de 9 mil personas.
Las mujeres menonitas producen, aparte de pan, galletas, jamón o queso. Son vendidos en Chihuahua así como en otros estados con presencia menonita. Los alimentos menonitas tienen gran demanda por la calidad de sus ingredientes.